# Alegeri prezidențiale în Rusia, 2000
Alegerile prezidențiale din 2000 au fost organizate în Rusia pe 26 martie. Primul ministru în funcție și președinte interimar Vladimir Putin, care i-a succedat lui Boris Elțin după ce acesta din urmă a demisionat pe 31 decembrie 1999, a încercat să obțină primul său mandat de patru ani ca președinte de drept.

## Rezultatele scrutinului național
| Persoane cu drept de vot:       |                         | 109,372,043 |        |
| Voturi totale (valide+anulate): |                         | 75.070.770  | 68,6%  |
| Voturi anulate:                 |                         | 701.016     | 0,6%   |
| Voturi valide:                  |                         | 74.369.754  | 99,06% |
| Candidat                        | Partid                  |             |        |
| Vladimir Putin                  |                         | 39.740.467  | 52,94% |
| Constantin Titov                |                         | 1.107.269   | 1,47%  |
| Aman-Geldi Tuleev               |                         | 2.217.364   | 2,95%  |
| Grigori Iavlinski               | Iabloko                 | 4.351.450   | 5,80%  |
| Vladimir Jirinovski             | PLDR                    | 2.026.509   | 2,70%  |
| Ghennadi Ziuganov               | PCFR                    | 21.928.468  | 29,21% |
| Ella Pamfilova                  | Pentru demnitate civică | 758.967     | 1,01%  |
| Alți candidați                  |                         | 842.587     | 1,12%  |
| Împotriva tuturor               |                         | 1.414.673   | 1,88%  |
| 701.016 (0.6%) anulate          |                         | 74.387.754  |        |

Partidele următoare au avut candidați în alegeri:
- Partidul Comunist din Federația Rusă
- Partidul Liberal Democrat din Rusia
- Iabloko

Candidații cu mai puțin de 1% din voturi nu apar în tabelul de mai sus.